# ROOMS
「ROOMS」（ルームス）は、1994年5月20日に発売された崎谷健次郎の通算16枚目のシングル。「OUR LIVES」（アワ・ライヴス）をカップリングに収録している。

## 解説
- プロデュースは、秋元康、崎谷健次郎。
- CDジャケットは、白いジャケットとスラックスを着た裸足の崎谷の立位左側面全身像が背景無地に撮影された写真が採用された[2]。制作はサン・アドのスタッフが関わっている。
- 崎谷健次郎のCDシングルで最多枚数が発売された。

1. ROOMS
  - 丸井提供テレビ娯楽番組「OIOI TOKYO TASTE ROOMS」（フジテレビ、1994年）のエンディングテーマ。秋元康による企画で、番組に関連して種々の書籍・音楽商品が出版された。番組では、応募者が届けたい相手へのCDプレゼントが企画されていた。秋元は『ROOMS』（フジテレビ出版、1994年11月発行）と題した65篇の詩集を出版している。
  - タイトルは英語で「部屋、場所」を意味するが、発音は本来「ルームズ」とするところを本作では「ルームス」としている。また、テレビ番組タイトルも同様に発音させていた。
  - HEART BEAT Recording スタジオにて、収録された[3]。
  - 仮タイトルは「雨だれ」[3]。
  - コンピューター・プログラミング、キーボード、ボーカル、コーラスは、崎谷健次郎。
  - シンセ・オペレーターは、崎谷・北城浩志。ガット・ギターは、渡辺格。
  - 8th.アルバム『delicate』に収録している。
  - 2nd.ベストアルバム『KENJIRO SAKIYA COMPLETE BEST Love Ballads』にも収録されている。
  - 3rd.ベストアルバム『崎谷健次郎 BEST COLLECTION』にも収録されている。
  - 5th.ベストアルバム『プラチナムベスト 崎谷健次郎〜Mellow Groove Collection〜』にも収録されている。
  - オムニバスアルバム『ROOMS vol.1』に収録されている。当オムニバスアルバムは、秋元康プロデュースによるvol.4までの作品集で、1作品につき、秋元の詩を10人の人気女優が朗読し、ポニーキャニオンにより選曲された10曲のラブソングで綴っている。
  - 1994年、香港の歌手・湯宝如が 「你好嗎」と題して広東語でカヴァーしている。4th.アルバム『給世界多一個微笑』に収録。
2. OUR LIVES
  - コンピューター・プログラミング、シンセ・オペレーター、アコースティック・ギター、キーボードは、鳥山雄司。ボーカルは、崎谷健次郎。
  - コーラスは、KATSUMI、崎谷、楠瀬誠志郎。このメンバーによるコーラスグループ"adam"が1991年に結成され、崎谷の楽曲ではアルバム『HOLIDAYS』収録曲の「邂逅」とともに実質的に2曲が収録されている。
  - 7th.アルバム『HOLIDAYS』収録曲で、シングルリカットされた。
  - 12th.アルバム『SIGNS』には、24年ぶりに初めて崎谷による編曲でリメイクされた「OUR LIVES（2017ver.）」が収録された。アコースティック・ギター、エレクトリック・ギターは、渡辺格。ベースは、Tudo Que。コーラスは、崎谷、上田浩恵。

## 収録曲
1. ROOMS
作詞：秋元康、作曲 / 編曲：崎谷健次郎
2. OUR LIVES
作詞 / 作曲：崎谷健次郎、編曲：鳥山雄司
3. ROOMS(original karaoke)
作曲 / 編曲：崎谷健次郎